# Antônio Manuel de Melo
Antônio Manuel de Melo (São Paulo, 2 de outubro de 1802 — 8 de março de 1866) foi um militar, engenheiro, professor e político brasileiro.

## Vida
Filho do marechal Antônio Manuel de Melo Castro e Mendonça, então governador de São Paulo, assentou praça em 1813, na arma de cavalaria. Como tenente, em 1824, foi transferido para o Rio Grande do Sul, para tomar parte na Guerra Cisplatina, tendo participado da Batalha do Passo do Rosário, em 20 de fevereiro de 1827, tendo sido promovido neste ano a capitão.
Em 1834 foi transferido para o corpo de engenheiros, sendo logo em seguida nomeado vice-diretor da Fundição Ipanema, onde ficou até 12 de setembro de 1836. Retornou em 1842, agora como diretor. Em 1845 foi nomeado diretor do arsenal da corte.
Foi ministro da Guerra, entre 22 de maio de 1847 e 9 de março de 1848 (ver Gabinete Alves Branco), quando pediu demissão. Em abril do mesmo ano tomou posse como deputado provincial por São Paulo. Retornou ao cargo de ministro em 17 de maio de 1863, permanecendo até 15 de janeiro de 1864 (ver Gabinete Olinda de 1862), tendo então sido nomeado para o Conselho Supremo Militar.
Com o início da Guerra do Paraguai foi enviado ao Rio Grande do Sul como comandante da artilharia, falecendo em campanha no ano seguinte.
Nomeado comendador da Imperial Ordem de Avis e da Imperial Ordem da Rosa, além de grão-cruz da Imperial Ordem de Cristo. Foi também professor na Escola Militar e na Escola de Arquitetos do Rio de Janeiro, além de professor das filhas do imperador D. Pedro II.

## Referência
1. ↑  dspace.stm.jus.br
2. ↑  SILVA, Alfredo P.M. Os Generais do Exército Brasileiro, 1822 a 1889, M. Orosco & Co., Rio de Janeiro, 1906, vol. 1, 949 pp.
3. ↑  MACEDO, Joaquim Manuel de, Anno biographico brazileiro (v.1), Typographia e litographia do imperial instituto artístico, Rio de Janeiro, 1876.